# Tickrödgömming
Tickrödgömming (Cosmospora coccinea) är en svampart som beskrevs av Ludwig Rabenhorst 1862. Tickrödgömming ingår i släktet Cosmospora och familjen Nectriaceae.  Arten är reproducerande i Sverige. Inga underarter finns listade i Catalogue of Life.